# Elektromágneses négyespotenciál
Az elektromágneses négyespotenciál egy relativisztikus vektorfüggvény, amelyből az elektromágneses mező levezethető. Az elektromos skalárpotenciál és mágneses vektorpotenciál kombinációjából adódik.
Egy adott vonatkoztatási rendszerben mérve és egy adott mértékegységrendszerben az elektromágneses négyespotenciál első komponensét szokásosan az elektromos skalárpotenciálnak tekintjük, a másik három komponens pedig a mágneses vektorpotenciált alkotja. Míg mind a skaláris, mind a vektorpotenciál függ a vonatkoztatási rendszertől, az elektromágneses négyespotenciál Lorentz-invariáns.
Más potenciálokhoz hasonlóan sokféle elektromágneses négyespotenciál felel meg ugyanarra az elektromágneses mezőnek, a mérték kiválasztásától függően.
Ez a cikk a tenzor indexes jelölését és a Minkowski-metrikus előjel-konvenciót használja (+ − − −) . A képletek SI-egységekben és gaussi CGS-egységekben is meg vannak adva.

## Meghatározás
Az elektromágneses négyespotenciál a következőképpen határozható meg:
| SI-egységek                                                       | Gaussi egységek                                  |
| ----------------------------------------------------------------- | ------------------------------------------------ |
| {\displaystyle A^{\alpha }=\left(\phi /c,\mathbf {A} \right)\,\!} | {\displaystyle A^{\alpha }=(\phi ,\mathbf {A} )} |
amelyben ϕ az elektromos skalárpotenciál és A a mágneses vektorpotenciál. Az A α egységei V · s · m −1 SI-ben, Mx · cm −1 CGS-ben.
A négyespotenciálhoz kapcsolódó elektromos és mágneses mezők a következők:
| SI-egységek                                                                                       | Gaussi egységek                                                                                                 |
| ------------------------------------------------------------------------------------------------- | --- |
| {\displaystyle \mathbf {E} =-\mathbf {\nabla } \phi -{\frac {\partial \mathbf {A} }{\partial t}}} | {\displaystyle \mathbf {E} =-\mathbf {\nabla } \phi -{\frac {1}{c}}{\frac {\partial \mathbf {A} }{\partial t}}} |
| {\displaystyle \mathbf {B} =\mathbf {\nabla } \times \mathbf {A} }                                | {\displaystyle \mathbf {B} =\mathbf {\nabla } \times \mathbf {A} }                                              |
A speciális relativitáselméletben az elektromos és mágneses mezők Lorentz-transzformációk alatt átalakulnak. Az elektromágneses tenzor:
{\displaystyle F^{\mu \nu }=\partial ^{\nu }A^{\mu }-\partial ^{\mu }A^{\nu }={\begin{bmatrix}0&-E_{x}/c&-E_{y}/c&-E_{z}/c\\E_{x}/c&0&-B_{z}&B_{y}\\E_{y}/c&B_{z}&0&-B_{x}\\E_{z}/c&-B_{y}&B_{x}&0\end{bmatrix}}}

## Lorenz-mértékben
Gyakran {\displaystyle \partial _{\alpha }A^{\alpha }=0}, ezzel a Maxwell-egyenletek egyszerűsödnek:
| SI-egységek                                          | Gaussi egységek                                                |
| ---------------------------------------------------- | -------------------------------------------------------------- |
| {\displaystyle \Box A^{\alpha }=\mu _{0}J^{\alpha }} | {\displaystyle \Box A^{\alpha }={\frac {4\pi }{c}}J^{\alpha }} |
ahol J α a komponensek a négyesáram, és a
{\displaystyle \Box ={\frac {1}{c^{2}}}{\frac {\partial ^{2}}{\partial t^{2}}}-\nabla ^{2}}
a D’Alembert-i operátor. A skalár- és vektorpotenciálokat tekintve az utolsó egyenlet így alakul:
| SI-egységek                                               | Gaussi egységek                                                  |
| --------------------------------------------------------- | ---------------------------------------------------------------- |
| {\displaystyle \Box \phi ={\frac {\rho }{\epsilon _{0}}}} | {\displaystyle \Box \phi =4\pi \rho }                            |
| {\displaystyle \Box \mathbf {A} =\mu _{0}\mathbf {j} }    | {\displaystyle \Box \mathbf {A} ={\frac {4\pi }{c}}\mathbf {j} } |
Egy adott töltés- és árameloszlás ρ(r, t) és j(r, t) esetén az egyenletek megoldása SI-egységekben:
{\displaystyle \phi (\mathbf {r} ,t)={\frac {1}{4\pi \epsilon _{0}}}\int \mathrm {d} ^{3}x^{\prime }{\frac {\rho (\mathbf {r} ^{\prime },t_{r})}{\left|\mathbf {r} -\mathbf {r} ^{\prime }\right|}}}
{\displaystyle \mathbf {A} (\mathbf {r} ,t)={\frac {\mu _{0}}{4\pi }}\int \mathrm {d} ^{3}x^{\prime }{\frac {\mathbf {j} (\mathbf {r} ^{\prime },t_{r})}{\left|\mathbf {r} -\mathbf {r} ^{\prime }\right|}},}
ahol
{\displaystyle t_{r}=t-{\frac {\left|\mathbf {r} -\mathbf {r} '\right|}{c}}}
a késleltetett idő.

## Kapcsolódó szócikk
- Minkowski-tér

## Fordítás
Ez a szócikk részben vagy egészben  az   Electromagnetic four-potential című angol Wikipédia-szócikk ezen változatának fordításán alapul.  Az eredeti cikk szerkesztőit annak laptörténete sorolja fel. Ez a jelzés csupán a megfogalmazás eredetét és a szerzői jogokat jelzi, nem szolgál a cikkben szereplő információk forrásmegjelöléseként.